# Cushing (Iowa)
Pour les articles homonymes, voir Cushing.
Cushing est une ville, du comté de Woodbury en Iowa, aux États-Unis. Elle est incorporée le 21 novembre 1892.

## Source de la traduction
- (en) Cet article est partiellement ou en totalité issu de l’article de Wikipédia en anglais intitulé « Cushing, Iowa » (voir la liste des auteurs).